# Elezioni comunali in Friuli-Venezia Giulia del 1998
Le elezioni comunali in Friuli-Venezia Giulia del 1998 si tennero il 14 giugno (con ballottaggio il 28 giugno) e il 15 novembre (con ballottaggio il 29 novembre).

## Elezioni del giugno 1998

### Provincia di Gorizia

#### Gorizia
| Candidati                                                                                | Candidati            | II turno             | II turno            | I turno | I turno | Liste                              | Voti   | %     | Seggi |
| Candidati                                                                                | Candidati            | Voti                 | %                   | Voti    | %       | Liste                              | Voti   | %     | Seggi |
| ---------------------------------------------------------------------------------------- | -------------------- | -------------------- | ------------------- | ------- | ------- | ---------------------------------- | ------ | ----- | ----- |
|                                                                                          | Gaetano Valenti      | 10 615               | 61,69               | 11 358  | 48,33   | Forza Italia                       | 6 421  | 31,63 | 17    |
| Alleanza Nazionale                                                                       | Gaetano Valenti      | 10 615               | 61,69               | 11 358  | 48,33   | 1 838                              | 9,05   | 4     |       |
| Centro Cristiano Democratico-Cristiani Democratici Uniti                                 | Gaetano Valenti      | 10 615               | 61,69               | 11 358  | 48,33   | 1 322                              | 6,51   | 3     |       |
|                                                                                          | Ario Rupeni          | 6 591                | 38,31               | 7 491   | 31,87   | L'Ulivo                            | 5 014  | 24,70 | 8     |
| Rifondazione Comunista                                                                   | Ario Rupeni          | 6 591                | 38,31               | 7 491   | 31,87   | 933                                | 4,60   | 1     |       |
| Isontino per l'Europa                                                                    | Ario Rupeni          | 6 591                | 38,31               | 7 491   | 31,87   | 618                                | 3,04   | 1     |       |
| Seggio di coalizione                                                                     | Seggio di coalizione | Seggio di coalizione | 38,31               | 7 491   | 31,87   | 1                                  |        |       |       |
|                                                                                          | Michele Formentini   | Michele Formentini   | Michele Formentini  | 1 855   | 7,89    | Lega Nord                          | 1 697  | 8,36  | 2     |
| Seggio di coalizione                                                                     | Seggio di coalizione | Seggio di coalizione | Michele Formentini  | 1 855   | 7,89    | 1                                  |        |       |       |
|                                                                                          | Sergio Cosma         | Sergio Cosma         | Sergio Cosma        | 1 249   | 5,31    | Movimento Sociale Fiamma Tricolore | 1 094  | 5,39  | –     |
| Seggio di coalizione                                                                     | Seggio di coalizione | Seggio di coalizione | Sergio Cosma        | 1 249   | 5,31    | 1                                  |        |       |       |
|                                                                                          | Alessandro Bon       | Alessandro Bon       | Alessandro Bon      | 999     | 4,25    | Verdi Friuli Venezia Giulia        | 846    | 4,17  | –     |
| Seggio di coalizione                                                                     | Seggio di coalizione | Seggio di coalizione | Alessandro Bon      | 999     | 4,25    | 1                                  |        |       |       |
|                                                                                          | Vittorino Marzaroli  | Vittorino Marzaroli  | Vittorino Marzaroli | 551     | 2,34    | Obiettivo Gorizia                  | 520    | 2,56  | –     |
| Totale                                                                                   | Totale               | 17 206               | 100                 | 23 503  | 100     |                                    | 20 303 | 100   | 40    |
|                                                                                          |                      |                      |                     |         |         |                                    |        |       |       |
| Regione Friuli-Venezia Giulia: Voti Sindaco 1°Turno Voti Sindaco 2°Turno Voti ListeSeggi |                      |                      |                     |         |         |                                    |        |       |       |

#### Cormons
| Candidati                                                                                | Candidati            | II turno             | II turno          | I turno | I turno | Liste               | Voti  | %     | Seggi |
| Candidati                                                                                | Candidati            | Voti                 | %                 | Voti    | %       | Liste               | Voti  | %     | Seggi |
| ---------------------------------------------------------------------------------------- | -------------------- | -------------------- | ----------------- | ------- | ------- | ------------------- | ----- | ----- | ----- |
|                                                                                          | Maurizio Paselli     | 2 091                | 57,37             | 1 976   | 39,98   | Progetto            | 1 914 | 40,72 | 10    |
|                                                                                          | Luciano Patat        | 1 554                | 42,63             | 1 400   | 28,33   | Uniti               | 1 283 | 27,30 | 3     |
| Seggio di coalizione                                                                     | Seggio di coalizione | Seggio di coalizione | 42,63             | 1 400   | 28,33   | 1                   |       |       |       |
|                                                                                          | Michela Costantin    | Michela Costantin    | Michela Costantin | 816     | 16,51   | Lega Nord           | 780   | 16,60 | 1     |
| Seggio di coalizione                                                                     | Seggio di coalizione | Seggio di coalizione | Michela Costantin | 816     | 16,51   | 1                   |       |       |       |
|                                                                                          | Nicolò Bortolotti    | Nicolò Bortolotti    | Nicolò Bortolotti | 750     | 15,18   | Polo per le Libertà | 723   | 15,38 | –     |
| Seggio di coalizione                                                                     | Seggio di coalizione | Seggio di coalizione | Nicolò Bortolotti | 750     | 15,18   | 1                   |       |       |       |
| Totale                                                                                   | Totale               | 3 645                | 100               | 4 942   | 100     |                     | 4 700 | 100   | 16    |
|                                                                                          |                      |                      |                   |         |         |                     |       |       |       |
| Regione Friuli-Venezia Giulia: Voti Sindaco 1°Turno Voti Sindaco 2°Turno Voti ListeSeggi |                      |                      |                   |         |         |                     |       |       |       |

#### Grado
| Candidati                                                                                | Candidati                 | II turno                  | II turno                  | I turno | I turno | Liste                              | Voti  | %     | Seggi |
| Candidati                                                                                | Candidati                 | Voti                      | %                         | Voti    | %       | Liste                              | Voti  | %     | Seggi |
| ---------------------------------------------------------------------------------------- | ------------------------- | ------------------------- | ------------------------- | ------- | ------- | ---------------------------------- | ----- | ----- | ----- |
|                                                                                          | Roberto Marin             | 2 410                     | 55,59                     | 1 489   | 24,85   | Alleanza Nazionale                 | 946   | 17,04 | 7     |
| Centro Cristiano Democratico                                                             | Roberto Marin             | 2 410                     | 55,59                     | 1 489   | 24,85   | 381                                | 6,86  | 3     |       |
|                                                                                          | Renzo Bottin              | 1 925                     | 44,41                     | 1 637   | 27,32   | Democratici di Sinistra            | 635   | 11,44 | 1     |
| Lista Bottin                                                                             | Renzo Bottin              | 1 925                     | 44,41                     | 1 637   | 27,32   | 587                                | 10,57 | 1     |       |
| Rifondazione Comunista                                                                   | Renzo Bottin              | 1 925                     | 44,41                     | 1 637   | 27,32   | 240                                | 4,32  | –     |       |
| Seggio di coalizione                                                                     | Seggio di coalizione      | Seggio di coalizione      | 44,41                     | 1 637   | 27,32   | 1                                  |       |       |       |
|                                                                                          | Leonardo Tognon           | Leonardo Tognon           | Leonardo Tognon           | 991     | 16,54   | Progetto Grado                     | 964   | 17,37 | –     |
| Seggio di coalizione                                                                     | Seggio di coalizione      | Seggio di coalizione      | Leonardo Tognon           | 991     | 16,54   | 1                                  |       |       |       |
|                                                                                          | Giovanni Battista Salvini | Giovanni Battista Salvini | Giovanni Battista Salvini | 774     | 12,92   | Lega Nord                          | 753   | 13,57 | –     |
| Seggio di coalizione                                                                     | Seggio di coalizione      | Seggio di coalizione      | Giovanni Battista Salvini | 774     | 12,92   | 1                                  |       |       |       |
|                                                                                          | Giovanni Popazzi          | Giovanni Popazzi          | Giovanni Popazzi          | 652     | 10,88   | Forza Italia                       | 622   | 11,21 | –     |
| Seggio di coalizione                                                                     | Seggio di coalizione      | Seggio di coalizione      | Giovanni Popazzi          | 652     | 10,88   | 1                                  |       |       |       |
|                                                                                          | Vincenzo Capurso          | Vincenzo Capurso          | Vincenzo Capurso          | 321     | 5,36    | Movimento Sociale Fiamma Tricolore | 304   | 5,48  | –     |
|                                                                                          | Giovannimaria Mattiussi   | Giovannimaria Mattiussi   | Giovannimaria Mattiussi   | 127     | 2,12    | Lista Verde                        | 119   | 2,14  | –     |
| Totale                                                                                   | Totale                    | 4 335                     | 100                       | 5 991   | 100     |                                    | 5 551 | 100   | 16    |
|                                                                                          |                           |                           |                           |         |         |                                    |       |       |       |
| Regione Friuli-Venezia Giulia: Voti Sindaco 1°Turno Voti Sindaco 2°Turno Voti ListeSeggi |                           |                           |                           |         |         |                                    |       |       |       |

### Provincia di Pordenone

#### Casarsa della Delizia
| Candidati                                                                                | Candidati                  | II turno                 | II turno                 | I turno | I turno | Liste                                                          | Voti  | %     | Seggi |
| Candidati                                                                                | Candidati                  | Voti                     | %                        | Voti    | %       | Liste                                                          | Voti  | %     | Seggi |
| ---------------------------------------------------------------------------------------- | -------------------------- | ------------------------ | ------------------------ | ------- | ------- | -------------------------------------------------------------- | ----- | ----- | ----- |
|                                                                                          | Claudio Colussi ✔️ Sindaco | 1 974                    | 57,22                    | 2 227   | 46,11   | Cittadini                                                      | 1 171 | 26,41 | 6     |
| Uniti al Centro (Forza Italia-Partito Popolare Italiano)                                 | Claudio Colussi ✔️ Sindaco | 1 974                    | 57,22                    | 2 227   | 46,11   | 803                                                            | 18,11 | 4     |       |
|                                                                                          | Rino Tobia Castellarin     | 1 476                    | 42,78                    | 1 214   | 25,13   | Democratici di Sinistra                                        | 1 125 | 25,37 | 2     |
| Seggio di coalizione                                                                     | Seggio di coalizione       | Seggio di coalizione     | 42,78                    | 1 214   | 25,13   | 1                                                              |       |       |       |
|                                                                                          | Antonio Cesare Marinelli   | Antonio Cesare Marinelli | Antonio Cesare Marinelli | 684     | 14,16   | Centro-destra (Alleanza Nazionale-Cristiani Democratici Uniti) | 803   | 18,11 | 1     |
| Seggio di coalizione                                                                     | Seggio di coalizione       | Seggio di coalizione     | Antonio Cesare Marinelli | 684     | 14,16   | 1                                                              |       |       |       |
|                                                                                          | Angelo Liut                | Angelo Liut              | Angelo Liut              | 529     | 10,95   | Lega Nord                                                      | 510   | 11,50 | –     |
| Seggio di coalizione                                                                     | Seggio di coalizione       | Seggio di coalizione     | Angelo Liut              | 529     | 10,95   | 1                                                              |       |       |       |
|                                                                                          | Mauro Albanetti            | Mauro Albanetti          | Mauro Albanetti          | 176     | 3,64    | Rifondazione Comunista                                         | 168   | 3,79  | –     |
| Totale                                                                                   | Totale                     | 3 450                    | 100                      | 4 830   | 100     |                                                                | 4 434 | 100   | 16    |
|                                                                                          |                            |                          |                          |         |         |                                                                |       |       |       |
| Regione Friuli-Venezia Giulia: Voti Sindaco 1°Turno Voti Sindaco 2°Turno Voti ListeSeggi |                            |                          |                          |         |         |                                                                |       |       |       |

#### Maniago
| Candidati                                                                                | Candidati                     | II turno             | II turno       | I turno | I turno | Liste              | Voti  | %     | Seggi |
| Candidati                                                                                | Candidati                     | Voti                 | %              | Voti    | %       | Liste              | Voti  | %     | Seggi |
| ---------------------------------------------------------------------------------------- | ----------------------------- | -------------------- | -------------- | ------- | ------- | ------------------ | ----- | ----- | ----- |
|                                                                                          | Emilio Di Bernardo ✔️ Sindaco | 3 286                | 63,88          | 2 241   | 35,21   | Per Maniago        | 2 019 | 35,14 | 12    |
|                                                                                          | Armando Angeli                | 1 858                | 36,12          | 1 954   | 30,70   | Forza Italia       | 969   | 16,86 | 2     |
| Partito Popolare Italiano                                                                | Armando Angeli                | 1 858                | 36,12          | 1 954   | 30,70   | 577                | 10,04 | 1     |       |
| Per Maniago Solidale                                                                     | Armando Angeli                | 1 858                | 36,12          | 1 954   | 30,70   | 249                | 4,33  | –     |       |
| Seggio di coalizione                                                                     | Seggio di coalizione          | Seggio di coalizione | 36,12          | 1 954   | 30,70   | 1                  |       |       |       |
|                                                                                          | Enio Borgatti                 | Enio Borgatti        | Enio Borgatti  | 831     | 13,06   | Lega Nord          | 788   | 13,71 | 1     |
| Seggio di coalizione                                                                     | Seggio di coalizione          | Seggio di coalizione | Enio Borgatti  | 831     | 13,06   | 1                  |       |       |       |
|                                                                                          | Mario Ius                     | Mario Ius            | Mario Ius      | 770     | 12,10   | Alleanza Nazionale | 451   | 7,85  | –     |
| Essere Maniago                                                                           | Mario Ius                     | Mario Ius            | Mario Ius      | 770     | 12,10   | 190                | 3,31  | –     |       |
| Seggio di coalizione                                                                     | Seggio di coalizione          | Seggio di coalizione | Mario Ius      | 770     | 12,10   | 1                  |       |       |       |
|                                                                                          | Pio De Angelis                | Pio De Angelis       | Pio De Angelis | 568     | 8,93    | Per il Futuro      | 503   | 8,75  | –     |
| Seggio di coalizione                                                                     | Seggio di coalizione          | Seggio di coalizione | Pio De Angelis | 568     | 8,93    | 1                  |       |       |       |
| Totale                                                                                   | Totale                        | 5 144                | 100            | 6 364   | 100     |                    | 5 746 | 100   | 20    |
|                                                                                          |                               |                      |                |         |         |                    |       |       |       |
| Regione Friuli-Venezia Giulia: Voti Sindaco 1°Turno Voti Sindaco 2°Turno Voti ListeSeggi |                               |                      |                |         |         |                    |       |       |       |

### Provincia di Udine

#### Cividale del Friuli
| | Giuseppe Pascolini ✔️ Sindaco | 3 575                | 50,75 | Alleanza Nazionale | 1 459 | 22,44 | 6  |  |  |
| Cristiani Democratici Uniti                                                                            | Giuseppe Pascolini ✔️ Sindaco | 3 575                | 50,75 | 1 152              | 17,72 | 4     |    |  |  |
| Forza Italia-Centro Cristiano Democratico                                                              | Giuseppe Pascolini ✔️ Sindaco | 3 575                | 50,75 | 649                | 9,98  | 2     |    |  |  |
| | Guglielmo Pelizzo             | 2 427                | 34,45 | L'Ulivo            | 2 247 | 34,56 | 5  |  |  |
| Seggio di coalizione                                                                                   | Seggio di coalizione          | Seggio di coalizione | 34,45 | 1                  |       |       |    |  |  |
| | Silvano Domenis               | 1 043                | 14,80 | Lega Nord          | 995   | 15,30 | 1  |  |  |
| Seggio di coalizione                                                                                   | Seggio di coalizione          | Seggio di coalizione | 14,80 | 1                  |       |       |    |  |  |
| Totale                                                                                                 | Totale                        | 7 045                | 100   |                    | 6 502 | 100   | 20 |  |  |
| |                               |                      |       |                    |       |       |    |  |  |
| Regione Friuli-Venezia Giulia http://elezionistorico.regione.fvg.it/amministrative1998_06/homecomu.htm |                               |                      |       |                    |       |       |    |  |  |

#### Lignano Sabbiadoro
| Candidati                                                                                | Candidati                  | II turno             | II turno          | I turno | I turno | Liste                       | Voti  | %     | Seggi |
| Candidati                                                                                | Candidati                  | Voti                 | %                 | Voti    | %       | Liste                       | Voti  | %     | Seggi |
| ---------------------------------------------------------------------------------------- | -------------------------- | -------------------- | ----------------- | ------- | ------- | --------------------------- | ----- | ----- | ----- |
|                                                                                          | Virgilio Sandri ✔️ Sindaco | 1 998                | 61,34             | 1 086   | 26,66   | Forza Lignano               | 396   | 10,56 | 4     |
| Comunità Lignano                                                                         | Virgilio Sandri ✔️ Sindaco | 1 998                | 61,34             | 1 086   | 26,66   | 348                         | 9,28  | 4     |       |
| Per Lignano                                                                              | Virgilio Sandri ✔️ Sindaco | 1 998                | 61,34             | 1 086   | 26,66   | 236                         | 6,29  | 2     |       |
|                                                                                          | Stefano Trabalza           | 1 259                | 38,66             | 1 538   | 37,75   | Forza Italia                | 698   | 18,61 | 2     |
| Alleanza Nazionale                                                                       | Stefano Trabalza           | 1 259                | 38,66             | 1 538   | 37,75   | 421                         | 11,22 | 1     |       |
| Progetto Futuro                                                                          | Stefano Trabalza           | 1 259                | 38,66             | 1 538   | 37,75   | 325                         | 8,66  | –     |       |
| Seggio di coalizione                                                                     | Seggio di coalizione       | Seggio di coalizione | 38,66             | 1 538   | 37,75   | 1                           |       |       |       |
|                                                                                          | Antonino Marcuzzi          | Antonino Marcuzzi    | Antonino Marcuzzi | 788     | 19,34   | Lega Nord                   | 533   | 14,21 | –     |
| Centro Popolare (Partito Popolare Italiano-Altri)                                        | Antonino Marcuzzi          | Antonino Marcuzzi    | Antonino Marcuzzi | 788     | 19,34   | 168                         | 4,48  | –     |       |
| Seggio di coalizione                                                                     | Seggio di coalizione       | Seggio di coalizione | Antonino Marcuzzi | 788     | 19,34   | 1                           |       |       |       |
|                                                                                          | Paolo Venturini            | Paolo Venturini      | Paolo Venturini   | 481     | 11,81   | Alternativa Centro Sinistra | 455   | 12,13 | –     |
| Seggio di coalizione                                                                     | Seggio di coalizione       | Seggio di coalizione | Paolo Venturini   | 481     | 11,81   | 1                           |       |       |       |
|                                                                                          | Domenico Bonelli           | Domenico Bonelli     | Domenico Bonelli  | 181     | 4,44    | Salvagente                  | 171   | 4,56  | –     |
| Totale                                                                                   | Totale                     | 3 257                | 100               | 4 074   | 100     |                             | 3 751 | 100   | 16    |
|                                                                                          |                            |                      |                   |         |         |                             |       |       |       |
| Regione Friuli-Venezia Giulia: Voti Sindaco 1°Turno Voti Sindaco 2°Turno Voti ListeSeggi |                            |                      |                   |         |         |                             |       |       |       |

## Elezioni del novembre 1998

### Provincia di Pordenone

#### Spilimbergo
|                                                                     | Alido Gerussi ✔️ Sindaco | 3 637                | 53,20 | Lega Nord               | 3 255 | 51,63 | 12 |  |  |
|                                                                     | Ettore Rizzotti          | 1 786                | 26,12 | Impegno e Futuro        | 1 103 | 17,49 | 3  |  |  |
| Forza Italia-Centro Cristiano Democratico                           | Ettore Rizzotti          | 1 786                | 26,12 | 544                     | 8,63  | 1     |    |  |  |
| Seggio di coalizione                                                | Seggio di coalizione     | Seggio di coalizione | 26,12 | 1                       |       |       |    |  |  |
|                                                                     | Fabio Pes                | 752                  | 11,00 | Insieme per Spilimbergo | 752   | 11,93 | 1  |  |  |
| Seggio di coalizione                                                | Seggio di coalizione     | Seggio di coalizione | 11,00 | 1                       |       |       |    |  |  |
|                                                                     | Renzo Francesconi        | 662                  | 9,68  | Alleanza Nazionale      | 651   | 10,33 | –  |  |  |
| Seggio di coalizione                                                | Seggio di coalizione     | Seggio di coalizione | 9,68  | 1                       |       |       |    |  |  |
| Totale                                                              | Totale                   | 6 837                | 100   |                         | 6 305 | 100   | 20 |  |  |
|                                                                     |                          |                      |       |                         |       |       |    |  |  |
| Regione Friuli-Venezia Giulia: Voti Sindaco 1°Turno Voti ListeSeggi |                          |                      |       |                         |       |       |    |  |  |

#### Zoppola
| Candidati                                                                                | Candidati               | II turno             | II turno         | I turno | I turno | Liste                                                        | Voti  | %     | Seggi |
| Candidati                                                                                | Candidati               | Voti                 | %                | Voti    | %       | Liste                                                        | Voti  | %     | Seggi |
| ---------------------------------------------------------------------------------------- | ----------------------- | -------------------- | ---------------- | ------- | ------- | ------------------------------------------------------------ | ----- | ----- | ----- |
|                                                                                          | Renzo Cazzol ✔️ Sindaco | 2 432                | 62,92            | 1 857   | 39,87   | Alternativa Democratica                                      | 1 752 | 39,85 | 10    |
|                                                                                          | Antonio Ius             | 1 433                | 37,08            | 1 030   | 22,11   | Crescere Insieme                                             | 950   | 21,61 | 2     |
| Seggio di coalizione                                                                     | Seggio di coalizione    | Seggio di coalizione | 37,08            | 1 030   | 22,11   | 1                                                            |       |       |       |
|                                                                                          | Roberto Bortolin        | Roberto Bortolin     | Roberto Bortolin | 788     | 16,92   | Forza Italia-Centro Cristiano Democratico-Alleanza Nazionale | 768   | 17,47 | 1     |
| Seggio di coalizione                                                                     | Seggio di coalizione    | Seggio di coalizione | Roberto Bortolin | 788     | 16,92   | 1                                                            |       |       |       |
|                                                                                          | Dante Ornella           | Dante Ornella        | Dante Ornella    | 496     | 10,65   | Lega Nord                                                    | 475   | 10,80 | –     |
| Seggio di coalizione                                                                     | Seggio di coalizione    | Seggio di coalizione | Dante Ornella    | 496     | 10,65   | 1                                                            |       |       |       |
|                                                                                          | Antonio Pagura          | Antonio Pagura       | Antonio Pagura   | 329     | 7,06    | Oltre 2000                                                   | 309   | 7,03  | –     |
|                                                                                          | Gino Innocenzi          | Gino Innocenzi       | Gino Innocenzi   | 152     | 3,26    | Essere Zoppola                                               | 143   | 3,25  | –     |
| Totale                                                                                   | Totale                  | 3 865                | 100              | 4 658   | 100     |                                                              | 4 397 | 100   | 16    |
|                                                                                          |                         |                      |                  |         |         |                                                              |       |       |       |
| Regione Friuli-Venezia Giulia: Voti Sindaco 1°Turno Voti Sindaco 2°Turno Voti ListeSeggi |                         |                      |                  |         |         |                                                              |       |       |       |

### Provincia di Udine

#### Udine
| Candidati                                                                                | Candidati                 | II turno                 | II turno                 | I turno | I turno | Liste                       | Voti   | %     | Seggi |
| Candidati                                                                                | Candidati                 | Voti                     | %                        | Voti    | %       | Liste                       | Voti   | %     | Seggi |
| ---------------------------------------------------------------------------------------- | ------------------------- | ------------------------ | ------------------------ | ------- | ------- | --------------------------- | ------ | ----- | ----- |
|                                                                                          | Sergio Cecotti ✔️ Sindaco | 25 159                   | 60,58                    | 12 497  | 23,09   | Per Cecotti                 | 4 434  | 9,51  | 12    |
| Lega Nord                                                                                | Sergio Cecotti ✔️ Sindaco | 25 159                   | 60,58                    | 12 497  | 23,09   | 3 449                       | 7,40   | 9     |       |
| Impegno per la Città                                                                     | Sergio Cecotti ✔️ Sindaco | 25 159                   | 60,58                    | 12 497  | 23,09   | 1 423                       | 3,05   | 3     |       |
|                                                                                          | Pietro Commessatti        | 16 374                   | 39,42                    | 14 940  | 27,61   | Forza Italia                | 7 984  | 17,13 | 3     |
| Partito Popolare Italiano                                                                | Pietro Commessatti        | 16 374                   | 39,42                    | 14 940  | 27,61   | 4 407                       | 9,45   | 2     |       |
| Unione Friuli                                                                            | Pietro Commessatti        | 16 374                   | 39,42                    | 14 940  | 27,61   | 1 019                       | 2,19   | –     |       |
| Partito Liberale                                                                         | Pietro Commessatti        | 16 374                   | 39,42                    | 14 940  | 27,61   | 571                         | 1,23   | –     |       |
| Seggio di coalizione                                                                     | Seggio di coalizione      | Seggio di coalizione     | 39,42                    | 14 940  | 27,61   | 1                           |        |       |       |
|                                                                                          | Giovanni Paolo Businello  | Giovanni Paolo Businello | Giovanni Paolo Businello | 11 012  | 20,35   | Democratici di Sinistra     | 6 314  | 13,55 | 3     |
| Socialisti Democratici Italiani                                                          | Giovanni Paolo Businello  | Giovanni Paolo Businello | Giovanni Paolo Businello | 11 012  | 20,35   | 1 690                       | 3,63   | –     |       |
| Centro dei Valori                                                                        | Giovanni Paolo Businello  | Giovanni Paolo Businello | Giovanni Paolo Businello | 11 012  | 20,35   | 1 027                       | 2,20   | –     |       |
| Lega Friuli                                                                              | Giovanni Paolo Businello  | Giovanni Paolo Businello | Giovanni Paolo Businello | 11 012  | 20,35   | 258                         | 0,55   | –     |       |
| Seggio di coalizione                                                                     | Seggio di coalizione      | Seggio di coalizione     | Giovanni Paolo Businello | 11 012  | 20,35   | 1                           |        |       |       |
|                                                                                          | Maria Santa di Prampero   | Maria Santa di Prampero  | Maria Santa di Prampero  | 9 269   | 17,13   | Alleanza Nazionale (A)      | 6 518  | 13,98 | 3     |
| Centro Cristiano Democratico (A)                                                         | Maria Santa di Prampero   | Maria Santa di Prampero  | Maria Santa di Prampero  | 9 269   | 17,13   | 1 793                       | 3,85   | 1     |       |
| Seggio di coalizione                                                                     | Seggio di coalizione      | Seggio di coalizione     | Maria Santa di Prampero  | 9 269   | 17,13   | 1                           |        |       |       |
|                                                                                          | Emilio Gottardo           | Emilio Gottardo          | Emilio Gottardo          | 2 127   | 3,93    | Verdi Friuli Venezia Giulia | 1 931  | 4,14  | –     |
| Seggio di coalizione                                                                     | Seggio di coalizione      | Seggio di coalizione     | Emilio Gottardo          | 2 127   | 3,93    | 1                           |        |       |       |
|                                                                                          | Paolo Zucconi             | Paolo Zucconi            | Paolo Zucconi            | 1 931   | 3,57    | SOS Italia                  | 1 272  | 2,73  | –     |
| Movimento Sociale Fiamma Tricolore                                                       | Paolo Zucconi             | Paolo Zucconi            | Paolo Zucconi            | 1 931   | 3,57    | 316                         | 0,68   | –     |       |
|                                                                                          | Alessandra Kersevan       | Alessandra Kersevan      | Alessandra Kersevan      | 1 883   | 3,48    | Rifondazione Comunista      | 1 752  | 3,76  | –     |
|                                                                                          | Marco Belviso             | Marco Belviso            | Marco Belviso            | 459     | 0,85    | U-35                        | 454    | 0,97  | –     |
| Totale                                                                                   | Totale                    | 41 533                   | 100                      | 54 118  | 100     |                             | 46 612 | 100   | 40    |
|                                                                                          |                           |                          |                          |         |         |                             |        |       |       |
| Regione Friuli-Venezia Giulia: Voti Sindaco 1°Turno Voti Sindaco 2°Turno Voti ListeSeggi |                           |                          |                          |         |         |                             |        |       |       |

#### Manzano
|                                                                            | Daniele Macorig ✔️ Sindaco | 2 639                | 53,03 | Progetto   | 1 362 | 30,43 | 6  |  |  |
| Alleanza Nazionale-Forza Italia-Centro Cristiano Democratico-Unione Friuli | Daniele Macorig ✔️ Sindaco | 2 639                | 53,03 | 1 008      | 22,52 | 4     |    |  |  |
|                                                                            | Giorgio Pozzetto           | 1 356                | 27,25 | Cu Le Int  | 1 208 | 26,99 | 3  |  |  |
| Seggio di coalizione                                                       | Seggio di coalizione       | Seggio di coalizione | 27,25 | 1          |       |       |    |  |  |
|                                                                            | Sabina Capone              | 464                  | 9,32  | Arcobaleno | 412   | 9,20  | –  |  |  |
| Seggio di coalizione                                                       | Seggio di coalizione       | Seggio di coalizione | 9,32  | 1          |       |       |    |  |  |
|                                                                            | Franco Galloro             | 271                  | 5,45  | Lega Nord  | 244   | 5,45  | –  |  |  |
|                                                                            | Ennio Bolzicco             | 246                  | 4,94  | Insieme    | 242   | 5,41  | –  |  |  |
| Totale                                                                     | Totale                     | 4 976                | 100   |            | 4 476 | 100   | 16 |  |  |
|                                                                            |                            |                      |       |            |       |       |    |  |  |
| Regione Friuli-Venezia Giulia: Voti Sindaco 1°Turno Voti ListeSeggi        |                            |                      |       |            |       |       |    |  |  |

#### San Giorgio di Nogaro
| Candidati                                                                                | Candidati                  | II turno             | II turno         | I turno | I turno | Liste                  | Voti  | %     | Seggi |
| Candidati                                                                                | Candidati                  | Voti                 | %                | Voti    | %       | Liste                  | Voti  | %     | Seggi |
| ---------------------------------------------------------------------------------------- | -------------------------- | -------------------- | ---------------- | ------- | ------- | ---------------------- | ----- | ----- | ----- |
|                                                                                          | Tonino Occhioni ✔️ Sindaco | 2 236                | 54,87            | 2 035   | 43,37   | Costruiamo             | 899   | 22,22 | 6     |
| Vogliamo                                                                                 | Tonino Occhioni ✔️ Sindaco | 2 236                | 54,87            | 2 035   | 43,37   | 712                    | 17,60 | 4     |       |
|                                                                                          | Paride Cargnelutti         | 1 839                | 45,13            | 1 238   | 26,39   | Lista Civica           | 1 146 | 28,32 | 2     |
| Seggio di coalizione                                                                     | Seggio di coalizione       | Seggio di coalizione | 45,13            | 1 238   | 26,39   | 1                      |       |       |       |
|                                                                                          | Andrea Sgobbi              | Andrea Sgobbi        | Andrea Sgobbi    | 670     | 14,28   | Polo per le Libertà    | 606   | 14,98 | 1     |
| Seggio di coalizione                                                                     | Seggio di coalizione       | Seggio di coalizione | Andrea Sgobbi    | 670     | 14,28   | 1                      |       |       |       |
|                                                                                          | Lodovico Rustico           | Lodovico Rustico     | Lodovico Rustico | 479     | 10,21   | Lega Nord              | 441   | 10,90 | –     |
| Seggio di coalizione                                                                     | Seggio di coalizione       | Seggio di coalizione | Lodovico Rustico | 479     | 10,21   | 1                      |       |       |       |
|                                                                                          | Enzo Volponi               | Enzo Volponi         | Enzo Volponi     | 270     | 5,75    | Rifondazione Comunista | 242   | 5,98  | –     |
| Totale                                                                                   | Totale                     | 4 075                | 100              | 4 692   | 100     |                        | 4 046 | 100   | 16    |
|                                                                                          |                            |                      |                  |         |         |                        |       |       |       |
| Regione Friuli-Venezia Giulia: Voti Sindaco 1°Turno Voti Sindaco 2°Turno Voti ListeSeggi |                            |                      |                  |         |         |                        |       |       |       |